# Upliscihe
Upliscihe (gruzijsko: უფლისციხე [upʰlistsʰixɛ]; dobesedno 'gospodova trdnjava') je starodavno mestece v vzhodni Gruziji, približno 10 kilometrov vzhodno od mesta Gori, v regiji Šida Kartli.
Zgrajena na visokem skalnem levem bregu reke Kura / Mtkvari vsebuje različne strukture, ki segajo od zgodnje železne dobe do poznega srednjega veka in je značilna po edinstveni kombinaciji različnih slogov rezbarij v kamnu kultur iz Anatolije in Irana, kot sobivanje poganske in krščanske arhitekture. 

## Zgodovina
Upliscihe arheologi identificirajo kot eno najstarejših mestnih naselij v Gruziji. Strateško umeščeno v osrčje starodavnega kraljestva Kartli (ali Kavkaška Iberija, kot je bilo znano klasičnim avtorjem), je postalo glavno politično in versko središče države. Starost in pomen mesta sta privedla do srednjeveške gruzijske pisane tradicije, ki je njegov temelj pripisala mitskemu Uplosu, sinu Mchetosa in vnuku Kartlosu.
Z pokristanjenjem Kartlija v začetku 4. stoletja se zdi, da je Upliscihe izgubil svoj pomen in položaj glede na novi središči krščanske kulture – Mcheta in kasneje Tbilisi. Vendar pa je bil Upliscihe med muslimanskim osvajanjem Tbilisija v 8. in 9. stoletju glavna gruzijska trdnjava. Mongolski napadi v 14. stoletju so pomenili končni zaton mesta; bilo je praktično zapuščeno in se je le občasno uporabljalo kot začasno zavetišče v času tujih vdorov.

## Arhitektura
Kompleks Upliscihe je možno razdeliti na tri dele: južni (spodnji), srednji (osrednji) in severni (zgornji), ki pokriva površino približno 8 hektarjev. Srednji del je največji, vsebuje večji del kamnitih struktur Upliscihe, z južnim delom pa je povezan z ozkim v skalo vrezanim prehodom in predorom. Ozke uličice in včasih stopnišča se širijo od osrednje 'ulice' do različnih struktur.
Večina jam je brez vsakršnih okraskov, čeprav imajo nekatere večje strukture obočno oblikovane strope , z v kamen vklesanimi imitacijami tramov. Nekatere večje konstrukcije imajo tudi niše, ki so jih morda uporabljali za ceremonialne namene.
Na vrhu kompleksa je krščanska bazilika, zgrajena iz kamna in opeke v 9. do 10. stoletju. Arheološka izkopavanja so odkrila številne artefakte različnih obdobij, vključno z zlatim, srebrnim in bronastim nakitom ter vzorci keramike in skulptur. Veliko teh artefaktov hranijo v Narodnem muzeju v Tbilisiju.
Nekaj delov najbolj ranljivih območij je bilo v celoti uničeno zaradi potresa leta 1920. Stabilnost spomenika ostaja velika grožnja, zaradi česar je sklad za kulturno dediščino Gruzije (skupni projekt Svetovne banke in vlade Gruzije) sprožil omejen varstveni program leta 2000 . 
Jamski kompleks Upliscihe je od leta 2007 na uvrščen na poskusni seznam Unescov svetovne dediščine.